# Hermann Immermann

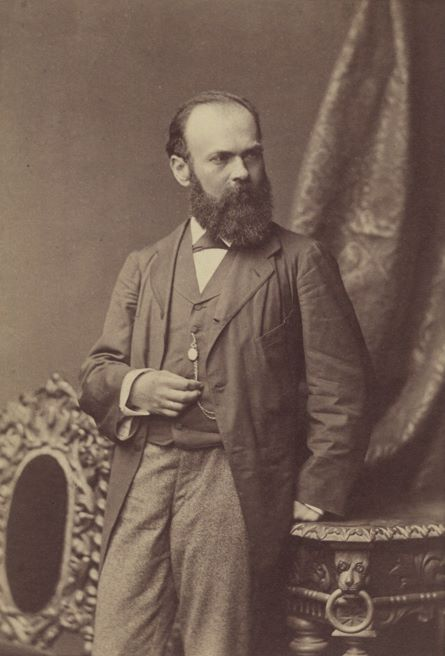
Hermann Immermann

Karl Ferdinand Hermann Immermann (Magdeburgo, 2 de setembro de 1838 — Basileia, 13 de junho de 1899) foi um clínico e professor alemão.
Immermann estudou medicina na Universidade de Halle-Wittenberg, Universidade de Würzburgo, Universidade de Greifswald, Universidade de Tübingen e Universidade de Berlim. Em 1860 obteve um doutorado com o título de Dr. med., orientado por Felix von Niemeyer na Universidade de Berlim. Em 1864 foi assistente de von Niemeyer. Durante sua habilitação assumiu em 1866 a direção da Clínica Universitária de Erlangen como Sekundararzt. Em 1871 foi chamado para ser professor da Universidade de Basileia para a cátedra de clínica médica e foi diretor da Clínica de Medicina durante mais de 28 anos até morrer com a idade de 61 anos.
Desde 1888 foi membro da Academia Leopoldina.